# MechAssault: Phantom War
MechAssault: Phantom War - видео игра для Nintendo DS по франшизе BattleTech. Игра разработана студией Backbone Entertainment и выпущена компанией Majesco Entertainment Company в 2006 году.

## Сюжет
В течение длительного времени связь между планетами Республики Сферы была нарушена, причина этому - компьютерный вирус поразивший систему гиперимпульсной связи. К тому же есть вероятность, что заражённые гиперипмульсные генераторы могут быть использованы как мощное оружие. Игрок выступает в роли мехвоина Валлена Брайса (англ. Vallen Brice), который выполняет задание Лиранского Альянса по проверке гиперимпульсных генераторов. Игрок должен с боем добраться до генераторов, взломать их и убедиться, что они безопасны для окружающих.

## Игровой процесс
Игра представляет из себя 3D action от третьего лица. Игроку предстоит управлять Боевыми Мехами и другой боевой техникой сражаясь с противником и решая несложные головоломки. 

## Отзывы
| Сводный рейтинг | Сводный рейтинг |
| Агрегатор       | Оценка          |
| --------------- | --------------- |
| GameRankings    | 63,10 %         |

На Metacritic игра была оценена на 66/100 критиками.